# 藤川台
藤川台（ふじかわだい）は愛知県岡崎市東部地区の町丁。現行行政地名は藤川台一丁目から藤川台三丁目。

## 地理
岡崎市の南東に位置する。小字を持つが丁番は持たない。全域を藤川町と市場町に囲まれるように接する。

## 世帯数と人口
2019年（令和元年）5月1日現在の世帯数と人口は以下の通りである。
| 丁目         | 世帯数  | 人口    |
| ------------ | ------- | ------- |
| 藤川台一丁目 | 137世帯 | 319人   |
| 藤川台二丁目 | 145世帯 | 350人   |
| 藤川台三丁目 | 158世帯 | 425人   |
| 計           | 440世帯 | 1,094人 |

### 人口の変遷
国勢調査による人口の推移
| 1995年（平成7年）  | 1,530人 | [ 6 ]  |  |
| 2000年（平成12年） | 1,466人 | [ 7 ]  |  |
| 2005年（平成17年） | 1,353人 | [ 8 ]  |  |
| 2010年（平成22年） | 1,238人 | [ 9 ]  |  |
| 2015年（平成27年） | 1,084人 | [ 10 ] |  |

## 小・中学校の学区
市立小・中学校に通う場合、学区は以下の通りとなる。
| 丁目         | 番・番地等 | 小学校             | 中学校             |
| ------------ | ---------- | ------------------ | ------------------ |
| 藤川台一丁目 | 全域       | 岡崎市立藤川小学校 | 岡崎市立東海中学校 |
| 藤川台二丁目 | 全域       | 岡崎市立藤川小学校 | 岡崎市立東海中学校 |
| 藤川台三丁目 | 全域       | 岡崎市立藤川小学校 | 岡崎市立東海中学校 |

## 歴史
額田郡藤川村の一部を前身とする。岡崎市に合併後、住居表示の実施により、1988年に藤川町及び市場町から分離、藤川台1丁目に、同じく1989年同2丁目に、同じく1990年に同3丁目にそれぞれなる。

### 町名の変遷
| 住居表示実施後 | 住居表示実施年月日       | 住居表示実施前（各町名ともその一部） |
| -------------- | ------------------------ | ------------------------------------ |
| 藤川台一丁目   | 1988年（昭和63年）4月1日 | 藤川町、市場町の一部                 |
| 藤川台二丁目   | 1989年（平成元年）3月1日 | 藤川町、市場町の一部                 |
| 藤川台三丁目   | 1990年（平成2年）3月1日  | 藤川町、市場町の一部                 |

## 施設
- 岡崎市立藤川保育園、子育て支援センター
- なかよし公園
- 藤川学区市民ホーム

## その他

### 日本郵便
- 郵便番号 : 444-3522[4]（集配局：岡崎郵便局[13]）。

## 参考資料
- 「角川日本地名大辞典」編纂委員会 編『角川日本地名大辞典 23 愛知県』角川書店、1989年3月8日。ISBN 4-04-001230-5。
- 有限会社平凡社地方資料センター 編『日本歴史地名体系第23巻 愛知県の地名』平凡社、1981年。ISBN 4-582-49023-9。